# Laos na Letnich Igrzyskach Olimpijskich 1980
Laos na Letnich Igrzyskach Olimpijskich 1980 reprezentowało dziewiętnastu zawodników. Był to pierwszy start reprezentacji Laosu na letnich igrzyskach olimpijskich.

## Skład kadry

### Boks
Mężczyźni
- Singkham Phongpratith - waga ekstralekka - 17. miejsce
- Souneat Ouphaphone - waga kogucia - 17. miejsce
- Takto Youtiya Homrasmy - waga piórkowa - 17. miejsce
- Bounphisith Songkhamphou - waga lekka - 17. miejsce
- M. Kampanath - waga lekkopółśrednia - 17. miejsce
- Outsana Dao - waga półśrednia - 17. miejsce

### Lekkoatletyka
Mężczyźni
- Soutsakhone Somninhom - 100 metrów - odpadł w eliminacjach
- Sitthixay Sacpraseuth - 200 metrów - odpadł w eliminacjach
- Panh Khemanith - 400 metrów - odpadł w eliminacjach
- Vongdeuane Phongsavanh - 800 metrów - odpadł w eliminacjach
- Thipsamay Chanthaphone - chód 20 km - 25. miejsce

Kobiety
- Seuth Khampa - 100 metrów - odpadł w eliminacjach
- Boualong Boungnavong - 200 metrów - odpadł w eliminacjach

### Strzelectwo
Mężczyźni
- Khamsing - pistolet szybkostrzelny, 25 m - 39. miejsce
- Khamphanh - pistolet szybkostrzelny, 25 m - 40. miejsce
- Souvanny Souksavath - pistolet, 50 m - 32. miejsce
- Syseuy - pistolet, 50 m - 33. miejsce
- Khamseua Bounheuang - karabin małokalibrowy, leżąc, 50 m - 55. miejsce
- Hath - karabin małokalibrowy, leżąc, 50 m - 56. miejsce